# 永寿 (漢)
永寿（えいじゅ）は、後漢の桓帝劉志の治世に行われた5番目の元号である。155年 - 158年。永寿4年は6月に改元されて延熹元年となった。

## 出来事
- 元年正月：永寿と改元。

## 西暦・干支との対照表
| 永寿 | 元年  | 2年   | 3年   | 4年   |
| 西暦 | 155年 | 156年 | 157年 | 158年 |
| 干支 | 乙未  | 丙申  | 丁酉  | 戊戌  |